# The "Weird Al" Yankovic Video Library
The "Weird Al" Yankovic Video Library è una pubblicazione in VHS di dodici video musicali di "Weird Al" Yankovic messa in commercio nel 1992.

## Tracce

### Video
1. Fat
2. Smells Like Nirvana
3. Like a Surgeon
4. Eat It
5. Living with a Hernia
6. Dare to Be Stupid
7. This Is the Life
8. I Lost on Jeopardy
9. I Love Rocky Road
10. Christmas at Ground Zero
11. Ricky
12. One More Minute